# Petra Kusch-Lück

Petra Kusch-Lück im Friedrichstadtpalast (2008)

Petra Kusch-Lück (* 6. April 1948 in Berlin als Petra Franke) ist eine deutsche Moderatorin, Tänzerin und Sängerin.

## Leben

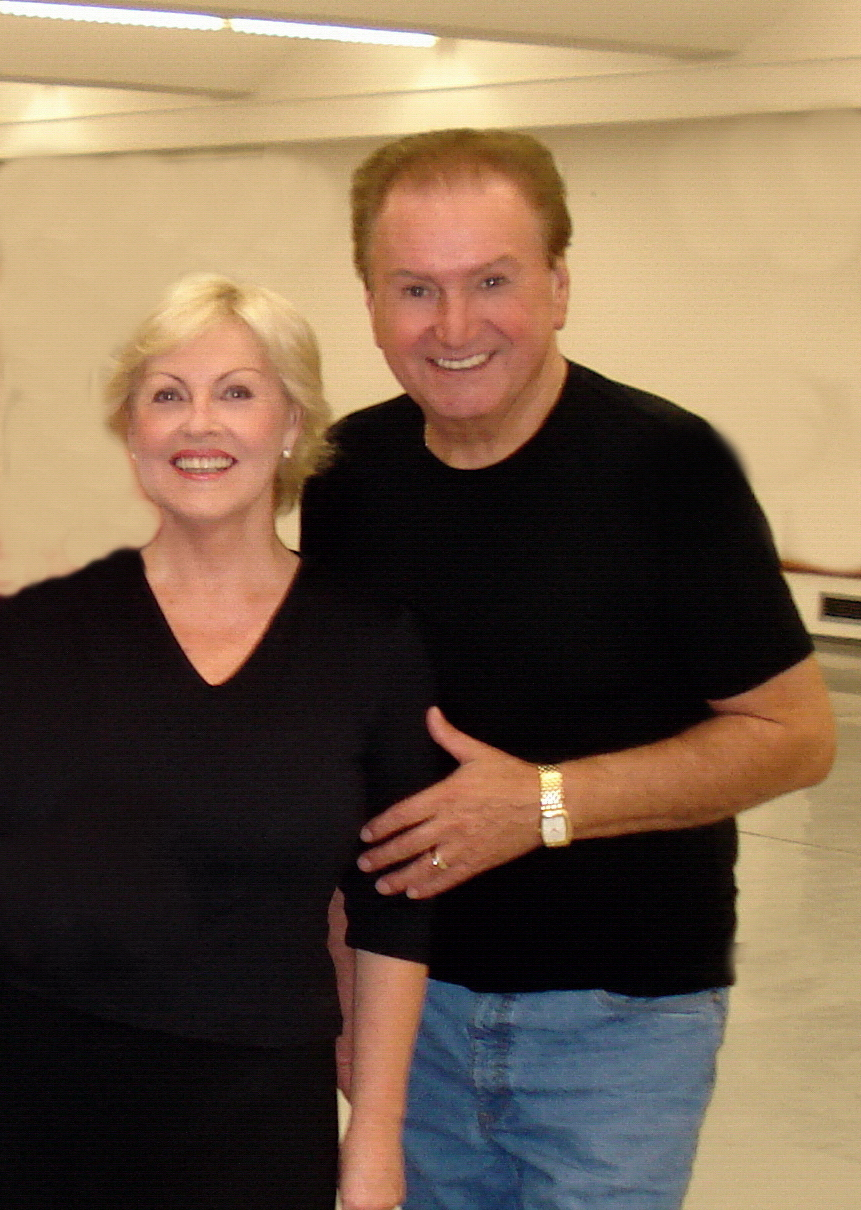
Kusch-Lück mit Ehemann Roland Neudert im Probensaal des Deutschen Fernsehballetts (2009)

Nachdem Petra Kusch-Lück den Beruf der Krankenschwester im St.-Hedwig-Krankenhaus in Berlin-Mitte erlernt hatte, war sie ab 1969 zunächst nebenberuflich Ansagerin im zweiten Programm des Fernsehens der DDR. Dieses eröffnete sie am 7. Oktober 1969 zum Nationalfeiertag der DDR als erstes Farbfernsehprogramm des Landes. Sie übernahm schließlich auch dreimal die Moderation der populären Unterhaltungssendung Ein Kessel Buntes. In der Nacht der Prominenten hatte sie einen Auftritt in einem Raubtierkäfig. Petra Kusch-Lück feierte als diensthabende Ansagerin am letzten Sendetag des in DFF rückbenannten Fernsehens der DDR einen „tränenreichen“ Abschied von Sender und Programm.

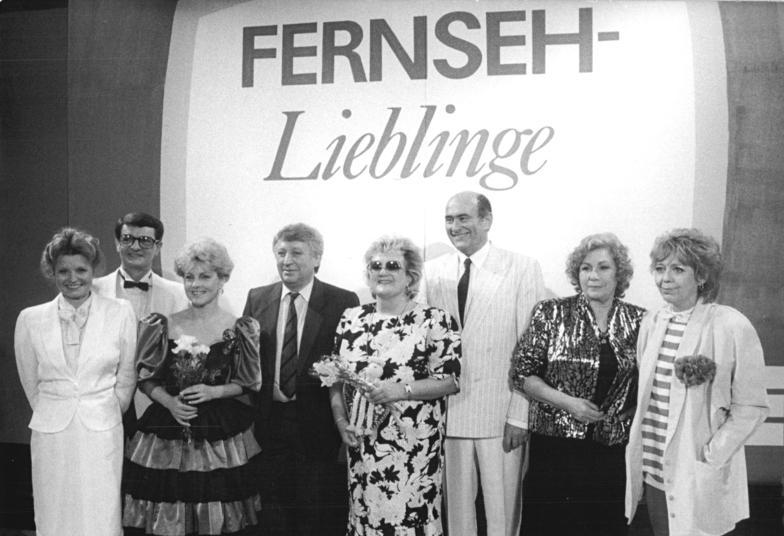
Preisverleihung „Fernsehlieblinge“ 1987 in Gera – 3. v. l. Kusch-Lück

In der Zeit vor 1989 wurde sie in der DDR achtmal in Folge zum Fernsehliebling gewählt, musste aber nach der Wende, wie viele andere Künstler, die in der DDR Erfolg hatten, einen Karriereknick hinnehmen. Mit ihrem Partner Roland Neudert begann sie nach der Entlassung aus dem Ensemble des DDR-Fernsehens mit Auftritten in einem Festzelt den Einstieg in das Musikgeschäft Gesamtdeutschlands.
Von 1995 bis 2003 moderierte sie die Volksmusik-Sendung Musikantenscheune auf dem Gutshof Schloss Diedersdorf in der ARD. Auch nach dem Ende der Volksmusiksendung moderierte Kusch-Lück Live-Veranstaltungen in Diedersdorf. Mit der Show der Paare präsentierte sie als Moderatorin und Duettpartnerin seit März 2009 eine Schlagerrevue mit Roland Neudert, Andrea und Wilfried Peetz, anfangs zusätzlich mit dem Gesangs- und Moderatoren-Duo Hauff & Henkler.
Von 1997 bis 2011 moderierte Petra Kusch-Lück mehr als 700 Ausgaben der Geburtstagsshow Alles Gute im MDR-Fernsehen. Außerdem präsentierte sie bis 2011 jedes Jahr die MDR-Fernsehshow Alles Gute zum Muttertag.
Im Oktober 2006 rief eine Illustrierte ihre Leser zur Wahl des Fernsehlieblings 2006 auf, wobei Petra Kusch-Lück den dritten Platz belegte. Am 3. Oktober 2007 wurde sie in der MDR-Sendung Die Wahl der beliebtesten Fernsehansagerinnen aus 100 bekannten Kollegen mit 1453 Zuschauerstimmen auf den ersten Platz gewählt. Am 6. April 2008 strahlte das MDR-Fernsehen zu ihrem 60. Geburtstag die Sendung Rosen für Dich aus.
Kusch-Lück lebt in Berlin-Altglienicke und ist mit dem Schlagersänger Roland Neudert verheiratet. Insgesamt hat sie viermal geheiratet; aus der früheren Beziehung mit dem Schlagersänger Thomas Lück entstammt eine Tochter.